# Alanen (sjö i Laukas, Mellersta Finland)
Alanen är en sjö i kommunen Laukas i landskapet Mellersta Finland i Finland. Sjön ligger 117,3 meter över havet. Den är 1,89 meter djup. Arean är 56 hektar och strandlinjen är 4,54 kilometer lång. Sjön  ingår i Kymmene älvs huvudavrinningsområde.   Den ligger omkring 20 kilometer norr om Jyväskylä och omkring 250 kilometer norr om Helsingfors. 